# الحمراء (الرياشية)

تعديل مصدري - تعديل

الحمراء هي إحدى قرى عزلة جبل الرياشية بمديرية الرياشية التابعة لمحافظة البيضاء، بلغ تعداد سكانها 183 نسمة حسب تعداد اليمن لعام 2004.